# Jack McAuliffe
Jack McAuliffe, znany też jako The Napoleon of The Prize Ring (ur. 24 marca 1866 r., zm. 4 listopada 1937 r.) – irlandzki bokser, pierwszy mistrz świata wagi lekkiej.

## Wczesne lata
McAuliffe urodził się 24 marca 1866 r. w irlandzkim mieście Cork. Jego rodzicami byli Cornelius McAuliffe i Jane McAuliffe. W 1871 r. rodzina McAuliff wyemigrowała do Stanów Zjednoczonych do Bangor, gdzie Jack spędził wczesne lata życia. Swoją pierwszą amatorską walkę stoczył w 1883 r, a w 1885 r. pierwszą walkę zawodową.

## Kariera zawodowa
Od czasu debiutu w 1885 r. do czasu walki o mistrzostwo świata w 1887 r., McAuliffe stoczył 12 pojedynków, z których wygrał wszystkie. 14 kwietnia 1987 r. McAuliffe zdobył mistrzostwo świata w wadze lekkiej jako pierwszy w historii, nokautując w 28. rundzie Harry'ego Gilmore'a. Walka była bardzo zacięta i rozgrywana w trudnych warunkach, ponieważ zawodnicy walczyli w stodole. Tytuł obronił 16 listopada po jednej z najdłuższych i najcięższych walk w historii. McAuliffe zremisował z Jemem Carneyem. Walka trwała aż 74. rundy. Kolejną obronę zanotował 13 lutego 1889 r., remisując po 64 rundach z niepokonanym Billym Myerem. W kolejnej obronie, Irlandczyk znokautował w 47. rundzie Jima Carrolla po bardzo zaciętym i krwawym pojedynku. W swojej karierze, McAuliffe tytuł obronił jeszcze dwukrotnie, pokonując przez techniczny nokaut w 6. rundzie Austina Gibbonsa oraz w rewanżu z Billym Myerem, którego znokautował w 15. rundzie. Ostatnią walkę stoczył 30 września 1897 r., remisując z Tommym Ryanem.
McAuliffe zmarł 4 listopada 1937 r. w wieku 71 lat.